# Байо, Эдуард Бениамин
Эдуард Бениамин Байо (фр. Édouard Benjamin Baillaud; 1848—1934) — французский астроном.

## Биография
Родился в Шалон-сюр-Сон, окончил Высшую нормальную школу. С 1879 по 1908 год был директором Тулузской обсерватории и преподавал в университете Тулузы, был деканом факультета естественных наук этого университета. В 1908—1926 годах был директором Парижской обсерватории.
Основные труды в области небесной механики, в частности, исследований движения спутников Сатурна, а также процедур стандартизации времени. Был президентом Всемирного бюро времени, а также членом Бюро долгот.
В 1919 году выступил в качестве одного из организаторов Международного астрономического союза и был его первым президентом (в 1919−1922).
Член Парижской академии наук (1908), иностранный член-корреспондент Петербургской академии наук (1913). Медаль Кэтрин Брюс (1923).
В его честь назван кратер на Луне и астероиды № 1280 и 11764.